# Melanthia extrema
Melanthia extrema är en fjärilsart som beskrevs av Karl Schawerda 1921. Melanthia extrema ingår i släktet Melanthia och familjen mätare. Inga underarter finns listade i Catalogue of Life.